# 卵石

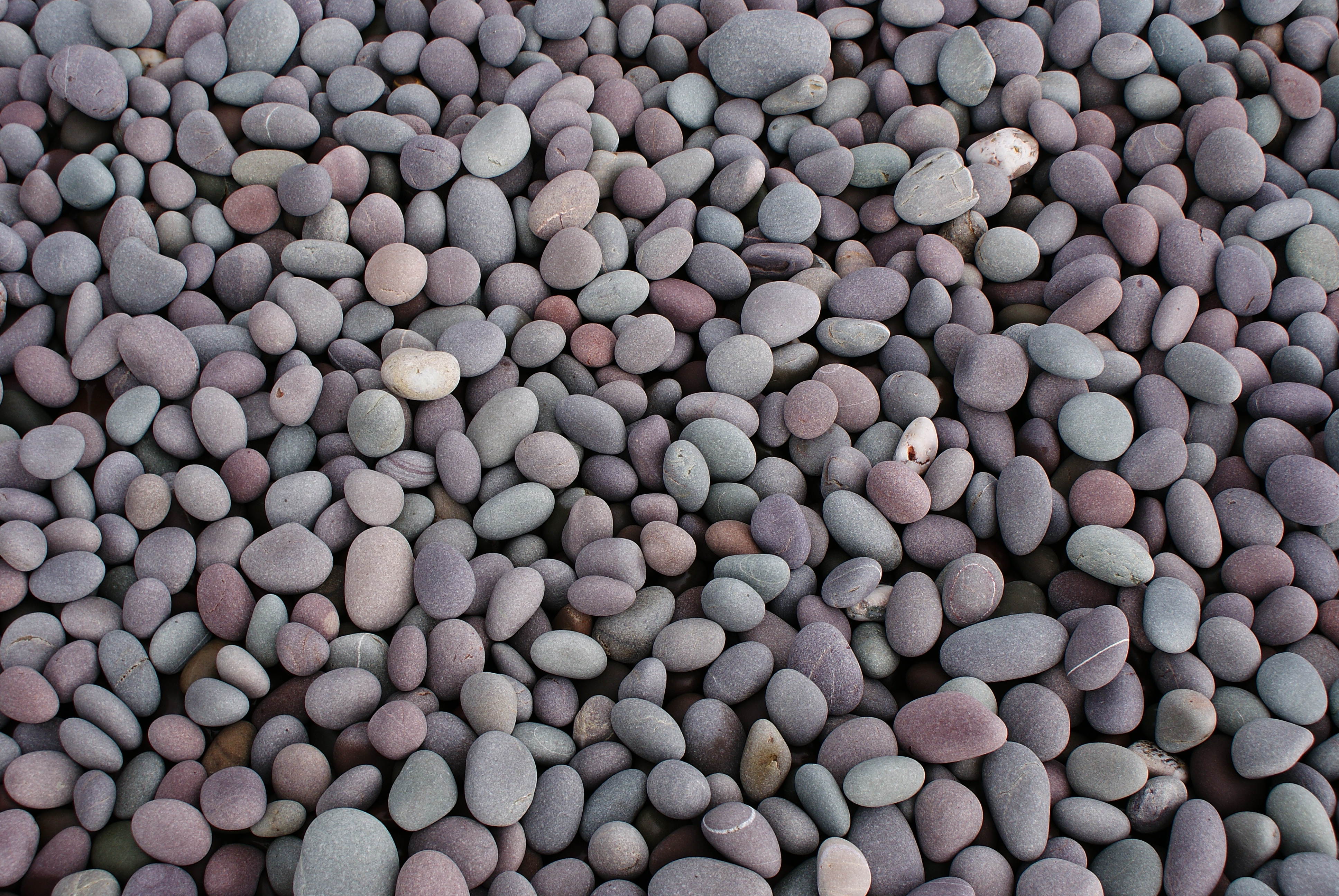
英国萨默塞特郡一处卵石海岸上的鹅卵石

卵石是一种半径为4毫米至64毫米的石头。比圆石（cobble）小而比石砾（gravel）大。

## 成分
鵝卵石，主要構成成分是二氧化矽，其次是少量的氧化鐵和微量的錳、銅、鋁、鎂等元素及化合物。由於各種元素具有不同的色素，如朱紅色為鐵，藍色為銅，紫者為錳，黃色半透明為二氧化矽膠體石髓，翡翠色含綠色礦物等等；隨著這些色素離子溶入二氧化矽熱液中的種類和含量不同，而呈現出濃淡、深淺變化萬千的色彩，使鵝卵石呈現出黑、白、黃、紅、墨綠、青灰等各式五彩繽紛的色系。

## 形成原因
作為一種純天然的石材，取自經歷過千萬年前的地殼運動後由古老河床隆起產生的砂石山中，在這千萬年間，經歷著山洪衝擊、流水搬運過程中不斷的擠壓、摩擦。在這數萬年間不斷演變，經過浪打水沖，礫石碰撞摩擦，磨去了原有不規則的稜角，隨後又和泥沙一起被埋入地底深處，沉默了千百萬年後才重見天日。

## 图片

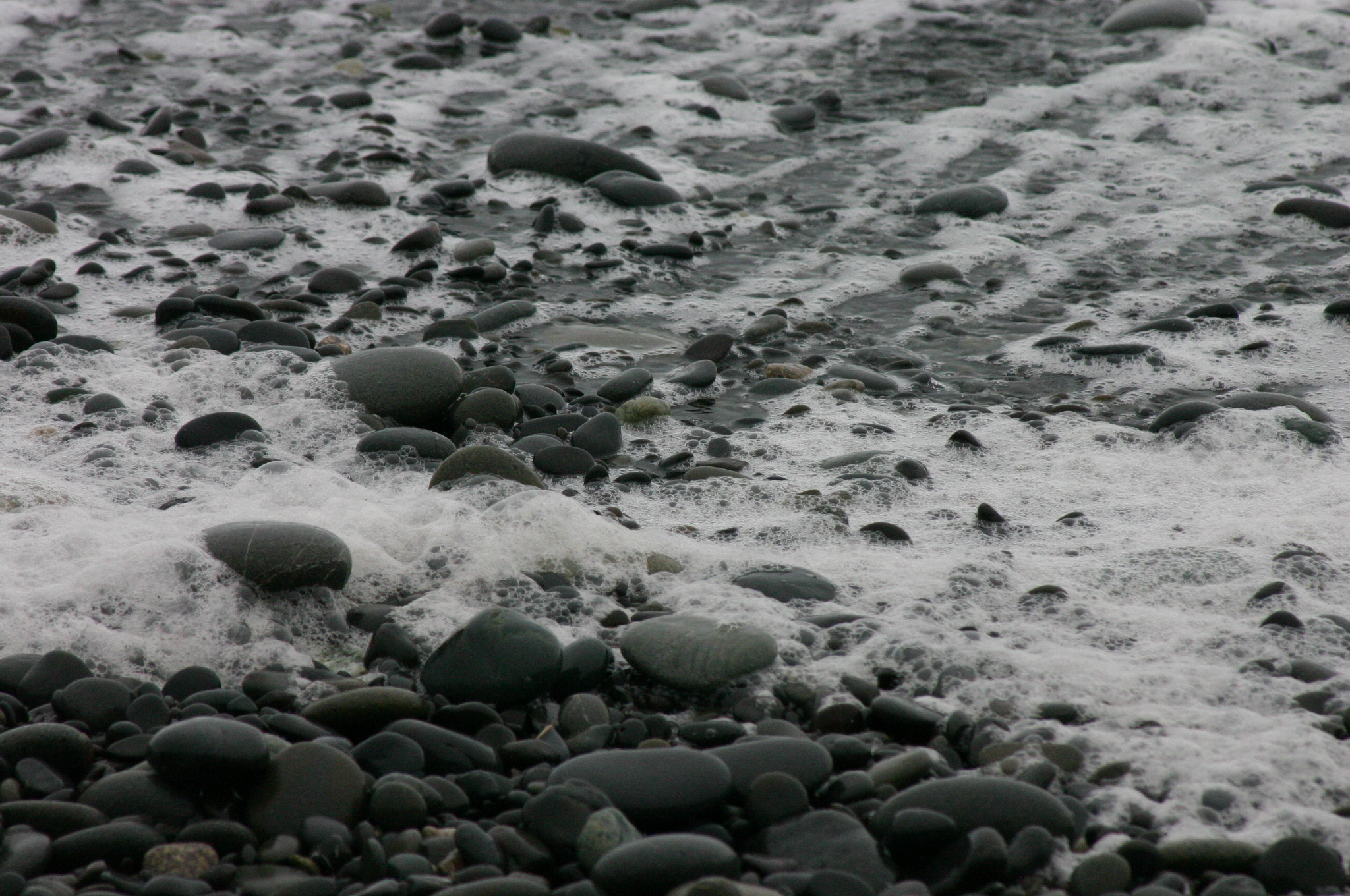
海浪将鹅卵石打磨上光
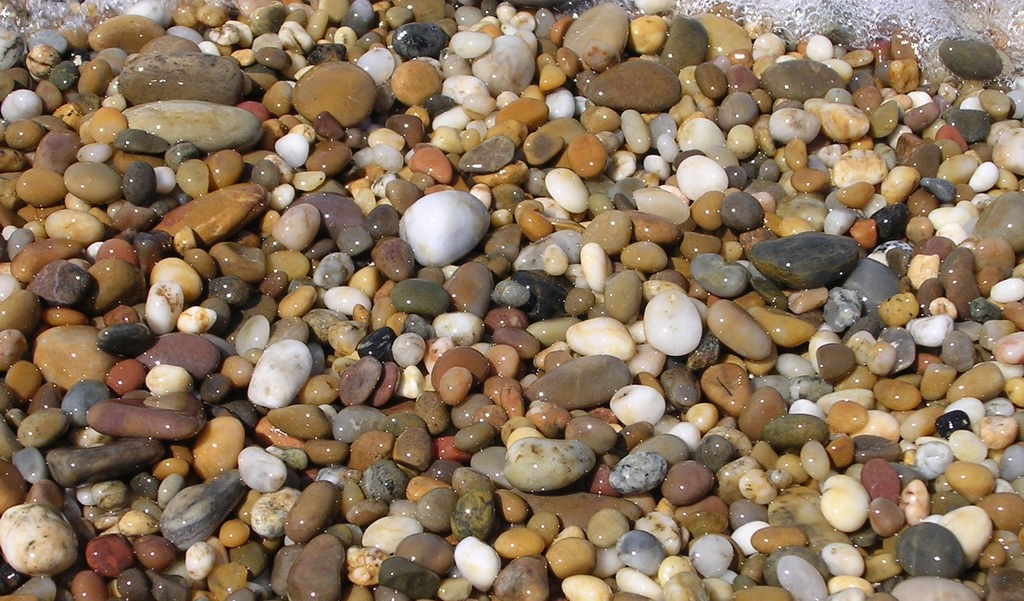
鹅卵石